# Toivakka

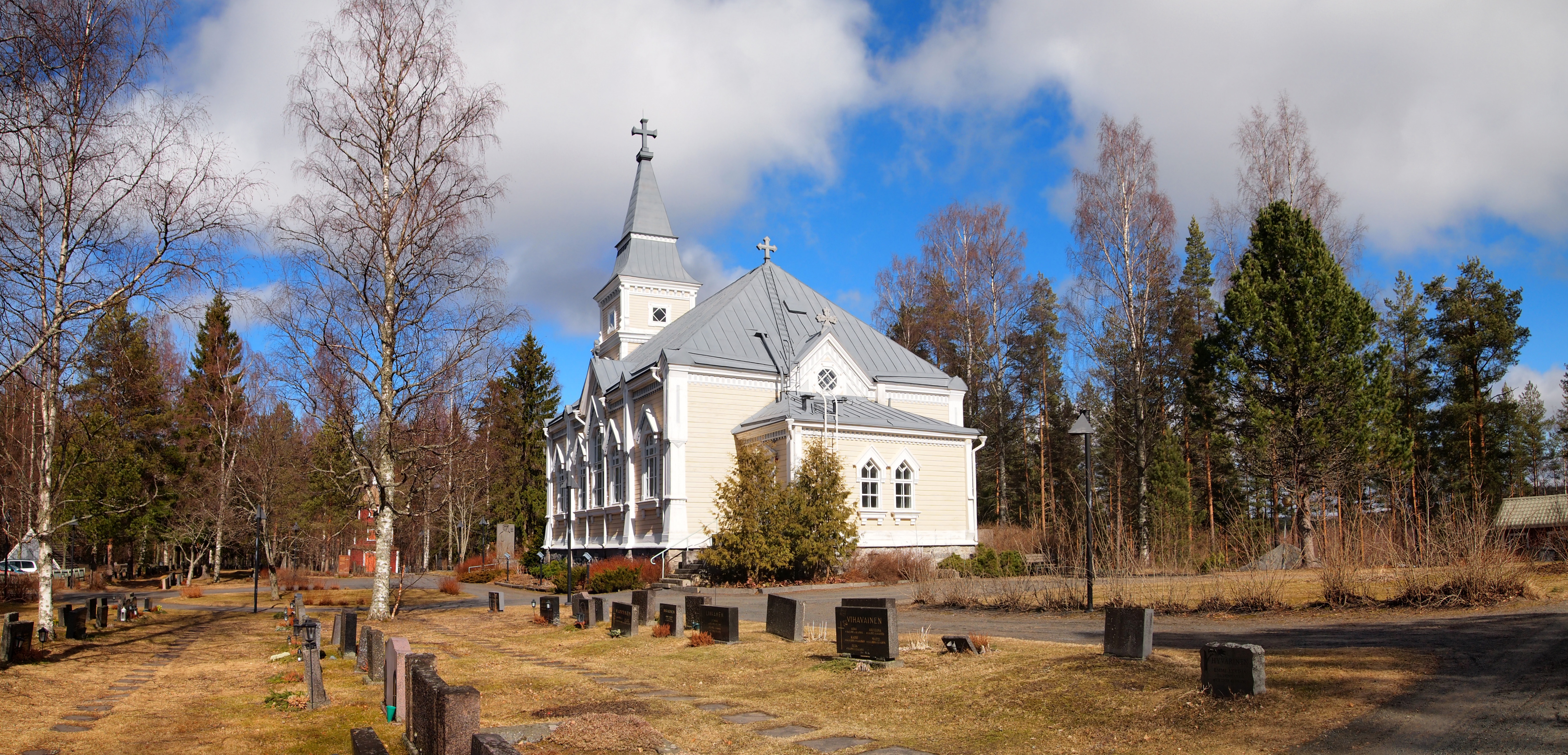
Toivakka

Toivakka là một đô thị của Phần Lan.
Vị trí ở tỉnh Tây Phần Lan trong vùng Trung Phần Lan. Đô thị này có dân số 2.390 người (2003) và diện tích 413,94 km² trong đó có 50,44 km² là diện tích mặt nước. Mật độ dân số là 6,6 người trên mỗi km².
Dân đô thị này chỉ sử dụng tiếng Phần Lan